# Romaria dos Cavaleiros de Santana
As romarias são um importante traço da cultura tradicional paulista, e ocorrem durante todo ano, seja a pé, de bicicleta, a cavalo, de charrete, de motos, de carro, em ônibus fretados ou de carreira. Essas romarias muitas vezes possuem organizações internas complexas, com grande número de romeiros que se apresentam regularmente. Normalmente nessas romarias consistem em varias expressões culturais como comidas típicas, indumentárias e sincretismo religioso.
Algumas romarias são bastante longevas, como a Romaria dos Cavaleiros do Senhor Bom Jesus de Pirapora, que existe a mais de 90 anos, outras são mais recentes, como a Romaria dos Cavaleiros de Santana, surgiu há 11 anos na cidade de Analândia, interior de São Paulo e já é o maior evento da cidade.

## Romaria e sua origem
As primeiras romarias datam dos primórdios do Cristianismo, onde devotos e peregrinos caminhavam consideráveis distâncias até seu destino, que poderia ser no universo católico medieval, a terra santa, a cidade de Roma e o Vaticano, os santuários de Lourdes (França), ou Fátima (Portugal). Esses grandes deslocamentos, desprendiam muitos esforços da parte do peregrino que ficava a mercê de todos os tipos de perigo que o cenário medieval apresentava. Em tal circunstância foi criada as ordens dos cavaleiros,que tinham como missão principal garantir a segurança dos peregrinos em sua jornada e assegurar a ordem pública nos lugares santos. A mais conhecida ordem dos cavaleiros é a dos Templários, fundada em 1119, o propósito da ordem era proteger os peregrinos cristãos na Terra santa, SOUZA (2011).
Essas ordens de cavaleiros, funcionalmente extintas na atualidade, fazem parte da história e cultura do Cristianismo, figurando nos dias atuais nas romarias e nas procissões de cavalarias, sedimentadas na cultura regional de diversas cidades do Brasil.
As romarias são peregrinações que tem um forte significado religioso e de devoção, os romeiros fazem parte da organização e evolução destes eventos tornando-o de grande importância em suas respectivas regiões de origem, conforme explica Abreu (2002). As romarias são compostas por três fases: a viagem, a chegada e o retorno dos romeiros. Muitas vezes esses eventos possuem, além do significado e foco principal que o religioso, um envolvimento político em que alguns tentam mostrar um pouco de suas ofertas e promessas.       
Elas são expressões do catolicismo popular, junto com o papel ocupado pelos santos, oratórios e santuários. Elas não dependem das classes sociais, uma vez que está ligada na relação entre o devoto e o santo. Elas são parte do patrimônio cultural imaterial de um povo.  A romaria conecta o conteúdo universal do catolicismo local e situa os seus significados num espaço concreto que se torna portador dos mitos responsáveis pelas narrativas que circulam em torno do santuário, dando ao espaço uma função metafórica, projetando luz e sentido sobre sua experiência existencial e seu convívio social. Na religiosidade popular, os fiéis se relacionam com o sagrado sem necessitar de mediadores. (OLIVEIRA, p.261)

## A Romaria dos Cavaleiros de Santana
A Romaria dos Cavaleiros de Santana, no município de Analândia, faz parte dos festejos de Santana. A cidade localiza-se a 221 km da capital paulista com aproximadamente 4.700 habitantes. O evento religioso conduz sobre um carro de boi a imagem de Santana, padroeira da cidade, e o padre da paróquia. A Romaria percorre as ruas da cidade até a Fazenda São Francisco, onde começam as festividades musicais após o evento religioso propriamente dito. Todos podem participar da Romaria, mas para ter acesso livre à fazenda é preciso já ter participado anteriormente da Romaria. Os que vêm de fora, em caravanas ou não, precisam realizar credenciamento na Fazenda.
A Romaria surgiu há 11 anos com o objetivo de fortalecer a religiosidade da cidade. Ela acontece no primeiro domingo do mês de julho. A romaria é de grande importância para a cidade, é seu maior evento proporciona um resgate de suas raízes, a religiosidade, a quermesse que acontece na cidade e as missas que são bem importantes para os moradores que são bem religiosos e frequentam as missas com assiduidade.
No princípio, a Romaria não tinha nenhum apoio político, sua única fonte de apoio era a Igreja Santana e os moradores da cidade; apenas esse ano começou a ser apoiada pela prefeitura do município. Tudo o que é consumido durante as festividades se reverte para a igreja como forma de ajudar na Romaria. Na Fazenda de São Francisco é servido um almoço para os que participaram da Romaria, não precisa pagar nada como já foi falado e preciso apenas se cadastrar na fazenda.
O padre Donizete é figura central na Romaria desde o começo, foi seu fundador e colaborou com seu crescimento, trazendo pessoas de fora para participar do evento. Outra figura importante é o senhor Antônio Rozinha, proprietário da Fazenda.
Da Romaria participam bois de grande porte, que puxam os carros e pessoas montadas em cavalos e mulas. A concentração para a Romaria é na Fazenda São Francisco. Depois, percorre-se o centro da cidade, passando pelo Jardim Bela Vista, passam em frente à Igreja Matriz Santana para a benção do cavaleiros e retornam à Fazenda para almoço e festividades. São percorridos aproximadamente 3 km.
A frente dos Romeiros segue um carro de som, com cânticos religiosos e louvores, e também um locutor que apresenta as caravanas e as personalidades presentes no evento. Embora o evento ocorra em um único dia, ocorre paralelamente à quermesse da cidade, que dura todo mês. Desta forma os eventos acabam se confundindo, como se a romaria desse início a quermesse.
Participam da romaria cerca de cinco mil pessoas de todas as idades, jovens, senhores e crianças. As pessoas trajam normalmente chapéu, camisa de franja e calça jeans e os que acompanham o carro de boi, enfeitado com flores naturais pelos moradores da cidade, como o padre e os coroinhas usam batas.

## A importância da Romaria nos dias de hoje
A influência da Igreja Católica trazida pelos primeiros jesuítas após o descobrimento do Brasil, estabeleceu não apenas a religiosidade do país, mas também a construção cultural que vivenciam nos dias atuais.
As Romarias que acontecem todos os anos na cidade de Analândia, é um festejo de cunho religioso e cultural, que a cidade comemora no dia de Santa Ana, a padroeira da cidade. Neste festejo popular e regional, observamos a fé dos peregrinos que participam da romaria, como também a expressão cultural mostrada por meio da utilização do carro de boi levando a padroeira da cidade, dos cavaleiros com suas vestimentas típicas, e do tradicional almoço oferecido na Fazenda São Francisco aos participantes do evento. Tal evento mostra não somente os costumes e as tradições locais, mas também expressa a cultura regionalizada estabelecida na cidade de Analândia.